# Mecopisthes rhomboidalis
Mecopisthes rhomboidalis is een spinnensoort in de taxonomische indeling van de hangmatspinnen (Linyphiidae).
Het dier behoort tot het geslacht Mecopisthes. De wetenschappelijke naam van de soort werd voor het eerst geldig gepubliceerd in 1993 door Gao, Zhu & Gao.